# Google AdSense
Google AdSense – serwis reklamowy Google, wyświetlający na stronach WWW kontekstowe reklamy tekstowe, bannery oraz reklamy wideo.

## Informacje ogólne
W najbliższym czasie AdSense będzie wyświetlało reklamy oparte na aktywnościach internetowych i zachowaniach internautów Funkcja ta nazywana jest targetowaniem behawioralnym (jednak Google używa określenia Interest-Based Advertising).

### Udział w rynku
Według danych International Data Corporation udział Google AdSense na rynku reklamy internetowej w Stanach Zjednoczonych w czwartym kwartale 2007 wyniósł 23,7%.
Według danych Google połączony przychód z emisji reklam w AdSense oraz AdWords w 2007 roku wyniósł ponad 16 miliardów dolarów. Rok później przychód wynosił już 21 miliardów dolarów.

### Kontrowersje
Google ma prawo blokować konta w programie według własnego uznania. Dodatkowo konta bywają blokowane bez żadnego uzasadnienia, co Google tłumaczy ochroną zaawansowanego systemu wykrywania. Blokada konta wiąże się z utratą wszelkich zarobków i uniemożliwia zakładanie konta AdSense w przyszłości.

## Rodzaje reklam dostępnych w systemie Google AdSense
Google AdSense oferuje wiele rodzajów typów reklam, które mogą być umieszczane na stronach wydawców. Są to:
- reklamy tekstowe
- reklamy displayowe
- reklamy multimedialne, w których skład wchodzą reklamy wideo, HTML5 oraz Flash

## Wymiary reklam Google AdSense
Najskuteczniejsze rozmiary reklam według Google to:
- 300x250 pikseli
- 336x280 pikseli
- 728x90 pikseli
- 300x600 pikseli
- 320x100 pikseli

Serwis Google tylko wydawcom z Polski umożliwia stosowanie poniższych wymiarów reklam:
- 750x300 pikseli
- 750x200 pikseli
- 750x100 pikseli